# Sándor József (színművész)
Sándor József (Bácsföldvár, 1879. június 28. – Auschwitz, 1944. augusztus 15.) színész, az Artista Egyesület elnöke.

## Életútja
Steinfeld Dávid aljegyző és Klein Paula fiaként született. Hat esztendős korában egy kis komédiás társulat vetődött Bácsföldvárra, akik, hogy bevételüket gyarapítsák, a falu előkelőségeinek gyermekeivel előadást rendeztek, s egy kis darabban Sándor József is kapott főszerepet, Hagyma Pétert. Énekelt is benne és olyan sikere volt, hogy elhatározta: színész lesz. Huszonnégy éves korában valóra vált álma és beiratkozott a Színművészeti Akadémiára, ahonnan az előkészítő után azonban elbocsátották, miután tehetségtelennek mondották. Ekkor a Thália-társulathoz kapott meghívást, ahol dr. Hevesi Sándor felismerve benne a szunnyadó tehetséget: elsőrangú szerepekhez juttatta, úgy a drámákban, mint a vígjátékokban. Vidéken is működött, de csak három hónapig, Moly Tamás igazgatása alatt, Kecskeméten, azután felkerült Budapestre. Itt több színháznak és kabarénak volt jeles tagja. Azután áttért a varietére és mint ilyen, az artisták egyesületének elismert elnöke volt. Auschwitzban hunyt el 1944 nyarán. 
Felesége Kis Mária (1887–1944) varrónő, Kis Mór és Kohn Fanni lánya, akit 1907. május 30-án Budapesten, az Erzsébetvárosban vett nőül.